# 학진초등학교
학진초등학교(鶴鎭初等學校)는 대한민국 부산광역시 사상구 엄궁동에 있는 공립 초등학교이다.

## 연혁
- 2024.03.01	25학급 편성(특수학급 2)
- 2024.02.08	제 36회 졸업식(졸업생 94명, 누계 6,360명)
- 2023.11.17	급식실 재구조화 및 식당 신설
- 2023.10.27	외부 창호 및 도색 공사, 영어 놀이터 구축 및 도서관 공간혁신
- 2023.02.10	제35회 졸업식(졸업생 86명, 누계 6,266명)
- 2022.09.16	하윤수 교육감 학교 방문
- 2022.03.01	26학급 편성(특수학급1)
- 2022.02.18	제34회 졸업식(졸업생 81명, 누계 6,180명)
- 2021.03.01	26학급 편성(특수학급1)
- 2021.02.19	제33회 졸업식(졸업생 96명, 누계 6,099명)
- 2021.02.17	부산형 블렌디드 교실 구축(26학급)
- 2020.11.03	창의융합형 과학실 설치
- 2020.03.02	연계형 돌봄교실 설치
- 2020.03.01	26학급 편성(특수학급1)
- 2020.02.21	제32회 졸업식 거행(112명 졸업, 졸업생 누계:6002명)
- 2019.03.01	27학급 편성(특수 1학급 포함)
- 2019.02.21	제 31회 졸업식(81명 졸업, 졸업생 누계： 5890명
- 2018.03.01	26학급 편성(특수 1학급 포함)
- 2018.02.20	제30회 졸업식(졸업생95명, 졸업생 누계：5809명)
- 2017.12.20	학교 운동장 공사 및 생활체육시설 완공
- 2016.12.16	영양체험실 현대화 시설
- 2016.11.24	방송실 보다스 프로그램 도입
- 2015.06.30	명상숲 조성
- 2014.09.03	피아노실 개관
- 2014.04.26	분리수거장 리모델링
- 2012.04.05	영산홍(교화) 동산 조성
- 2010.10.05	북쪽 화장실 리모델링 및 창문 개량
- 2010.09.30	학교연혁실 개관
- 2010.05.03	영양체험실 개관
- 2009.06.01	영어체험실 개관
- 2009.01.29	CCTV설치(4대)
- 2006.07.05	한누리관(강당) 준공
- 2005.05.31	학진도서관 개관식
- 1997.05.01	야외학습장 설치,전교실 선풍기 설치
- 1991.08.01	컴퓨터실 설치(컴퓨터31대)
- 1988.03.01	학진초등학교 개교(학장, 엄궁교에서 분리)